# Lutzomyia anduzei
Lutzomyia anduzei är en tvåvingeart som först beskrevs av Rozeboom L. E. 1942.  Lutzomyia anduzei ingår i släktet Lutzomyia och familjen fjärilsmyggor. Inga underarter finns listade i Catalogue of Life.